# Messiasia wilcoxi
Messiasia wilcoxi är en tvåvingeart som beskrevs av Nelson Papavero 1976. Messiasia wilcoxi ingår i släktet Messiasia och familjen Mydidae. Inga underarter finns listade i Catalogue of Life.